# Đại chiến thành Ansi
Đại chiến thành Ansi (Hangul: 안시성, phiên âm: Ansi-seong, tiếng Anh: Ansi Fortress hoặc The Great Battle) là một bộ phim điện ảnh lịch sử, chiến tranh của Hàn Quốc ra mắt năm 2018 do Kim Kwang-sik đạo diễn cùng sự tham gia của dàn diễn viên Jo In-sung, Nam Joo-hyuk, Park Sung-woong, Seolhyun và Jung Eun-chae. Phim tái hiện cuộc chiến đấu của quân dân Cao Câu Ly dưới sự chỉ huy của danh tướng Yang Man-chun để bảo vệ thành Ansi chống lại cuộc vây hãm của nhà Đường.

## Nội dung chính
Yang Man-chun là tướng trấn thủ thành Ansi - cửa ngõ cuối cùng để tiến vào kinh đô Cao Câu Ly. Với số binh sĩ chỉ gần 5 ngàn người, ông vẫn thành công trong việc chặn đứng bước tiến của 20 vạn quân tinh nhuệ nhà Đường do Đường Thái Tông Lý Thế Dân thân chinh chỉ huy.

## Diễn viên và phân vai
- Jo In-sung vai Yang Man-chun (양만춘, Dương Vạn Xuân), tướng trấn giữ thành Ansi
- Nam Joo-hyuk vai Sa-mool (사물, Tứ Vật), sứ giả của Uyên Cái Tô Văn
- Park Sung-woong vai Li Shimin (이세민, Lý Thế Dân - Đường Thái Tông, 당태종), vị vua thứ hai của nhà Đường
- Bae Seong-woo vai Choo Soo-ji (추수지)
- Uhm Tae-goo vai Pa-so (파소)
- Seolhyun vai Baek-ha (백하, Bạch Hà), em gái Dương Vạn Xuân
- Park Byung-eun vai Poong (풍)
- Oh Dae-hwan vai Hwal-bo (활보)
- Sung Dong-il vai Woo-dae (우대)
- Jung Eun-chae vai Shi-mi (시미)
- Yu Oh-Seong vai Yeon Gaesomun (연개소문, Uyên Cái Tô Văn), quyền thần Cao Câu Ly
- Jang Gwang vai Sobyeoldori (소 별도리)
- Stephanie Lee vai Dal-rae (달래)
- Kim Wok vai Nool-ham (눌함)
- Yeo Hoe-hyun vai Ma-ro (마로)